# Manithyris rossi
Manithyris rossi är en armfotingsart som beskrevs av Foster 1974. Manithyris rossi ingår i släktet Manithyris och familjen Frieleiidae. Inga underarter finns listade i Catalogue of Life.